# Colombier (Neuchâtel)
Colombier was een gemeente en is een plaats in het Zwitserse kanton Neuchâtel, en maakt deel uit van het district Boudry. Colombier telt 5160 inwoners.
In 2013 is de gemeente gefuseerd met de andere gemeenten Auvernier en Bôle tot de nieuwe gemeente Milvignes.

## Geboren
- Perle Bugnion-Secrétan (1909-2004), feministe en vertaalster